# Paulus van Husen
Paulus van Husen (ur. 26 lutego 1891 w Horst, dzisiaj dzielnica Werne, zm. 1 września 1971 w Münster) – niemiecki prawnik, opozycjonista antyhitlerowski w okresie III Rzeszy związany z Kręgiem z Krzyżowej (niem. Kreisauer Kreis).

## Życiorys
Wychował się w głęboko wierzącej katolickiej rodzinie lekarza pochodzącego z Westfalii. Po zdaniu egzaminu państwowego z prawa, odbyciu służby wojskowej i krótkiej pracy referendarza prawnego, do 1918 roku walczył jako żołnierz w I wojnie światowej. Studiował w Monachium, Oxfordzie i Genewie. W roku 1920 przybył na Śląsk, obejmując najpierw funkcję asesora rejencyjnego, a potem zastępcy landrata (to tutaj poznał Hansa Lukaschka). Jako polityczny decernat przy prezydencie rejencji w Opolu miał wgląd w stosunki polsko-niemieckie. Po krótkim czasie uznawany był za jednego z głównych polityków Niemieckiej Partii Centrum na Śląsku.
W latach 1934−1940, gdy był radcą sądowym przy Pruskim Wyższym Sądzie Administracyjnym w Berlinie, ze względu na odmowę przystąpienia do NSDAP zablokowano mu możliwości awansu. Od roku 1940 był rotmistrzem przy Naczelnym Dowództwie Wehrmachtu w Berlinie. W tymże roku rozpoczął regularną współpracę z Kręgiem z Krzyżowej oraz z Helmuthem Jamesem von Moltke i Peterem Yorck von Wartenburg. W Kręgu z Krzyżowej przejął zadanie umacniania kontaktów z katolickimi kręgami kościelnymi. W wypadku powodzenia zamachu na Adolfa Hitlera miał zostać sekretarzem stanu w ministerstwie spraw wewnętrznych. Jednym z głównych powodów, dla których związał się z opozycją antyfaszystowską, było oburzenie antysemicką polityką III Rzeszy.
Po odkryciu spisku, co miało miejsce po nieudanej próbie zamachu na Hitlera 20 lipca 1944 roku, został aresztowany i po długim pobycie w więzieniu 19 kwietnia 1945 roku postawiono go wspólnie z jego przyjacielem Hansem Lukaschkiem przed nazistowskim sądem ludowym. Został skazany na trzy lata pozbawienia wolności w ciężkim więzieniu. Tydzień później, 25 kwietnia 1945 roku, sowieckie oddziały oswobodziły go z więzienia w Berlinie-Plötzensee. W tym samym 1945 roku został jednym z członków założycieli partii CDU w Berlinie i w latach 1949–1959 był prezydentem Wyższego Sądu Administracyjnego w Nadrenii Północnej-Westfalii.